# لویس ژاکوس تنارد
لویی ژاک تنارد  (انگلیسی: Louis Jacques Thénard؛ زاده ۴ مه ۱۷۷۷ – درگذشته ۲۱ ژوئن ۱۸۵۷) یک دانشمند در زمینه شیمی اهل فرانسه بود. از کشفیات مهم او، آب اکسیژنه است.